# Hildegarde Asse
Hildegarde Asse es una deportista camerunesa que compitió en judo. Ganó dos medallas de bronce en el Campeonato Africano de Judo de 2004 en las categorías de –78 kg y abierta.

## Palmarés internacional
| Campeonato Africano | Campeonato Africano | Campeonato Africano | Campeonato Africano |
| Año                 | Lugar               | Medalla             | Categoría           |
| ------------------- | ------------------- | ------------------- | ------------------- |
| 2004                | Túnez (Túnez)       | Medalla de bronce   | –78 kg              |
| 2004                | Túnez (Túnez)       | Medalla de bronce   | Abierta             |